# Elisabetta d'Ungheria (duchessa di Baviera)
Elisabetta d'Ungheria (Ungheria, 1236 – 24 ottobre 1271) fu una delle figlie di Béla IV d'Ungheria e di Maria Lascaris di Nicea.

## Matrimonio
Nessuna delle figlie di Béla IV d'Ungheria e di Maria Lascaris di Nicea fu avviata a una carriera ecclesiastica. Elisabetta, dal canto suo, si sposò nel 1250 con Enrico XIII di Baviera. La coppia rimase sposata per ventuno anni ed ebbe sette figli:
- Elisabetta (1258–1314), suora nell'abbazia di Seligenthal;
- Ottone, che nel 1279 sposò a Vienna Caterina d'Asburgo (1256?–1282), figlia dell'imperatore Rodolfo I d'Asburgo;
- Enrico (1262–1280);
- Sofia (1264–1284), che nel 1277 sposò a Landshut Poppone VIII di Henneberg (1279–1291);
- Caterina  (1267–1310), che nel 1277 sposò Federico Tuta, margravio di Lusazia;
- Ludovico, celibe deceduto senza figli;
- Stefano, che sposò Jutta (Giuditta) di Schweidnitz (1285/87–1320), figlia del duca Bolko I.

Elisabetta morì nel 1271, sopravvivendo così al marito e a vari dei suoi figli. Elisabetta fu sepolta all'abbazia di Seligenthal.

## Ascendenza
|                         |   |                           | Genitori                 |  |  | Nonni |  |  | Bisnonni            |  |  | Trisnonni          |  |
|                         |   |                           |                          |  |  |       |  |  | Béla III d'Ungheria |  |  | Géza II d'Ungheria |  |
|                         |   |                           |                          |  |  |       |  |  | Béla III d'Ungheria |  |  | Géza II d'Ungheria |  |
|                         |   | Efrosin'ja Mstislavna     |                          |  |  |       |  |  | Béla III d'Ungheria |  |  |                    |  |
| Andrea II d'Ungheria    |   |                           |                          |  |  |       |  |  | Béla III d'Ungheria |  |  |                    |  |
|                         |   | Agnese d'Antiochia        | Rinaldo di Châtillon     |  |  |       |  |  |                     |  |  |                    |  |
|                         |   | Agnese d'Antiochia        | Rinaldo di Châtillon     |  |  |       |  |  |                     |  |  |                    |  |
|                         |   | Agnese d'Antiochia        | Costanza d'Antiochia     |  |  |       |  |  |                     |  |  |                    |  |
| Béla IV d'Ungheria      |   | Agnese d'Antiochia        |                          |  |  |       |  |  |                     |  |  |                    |  |
|                         |   | Bertoldo IV d'Andechs     | Bertoldo I d'Istria      |  |  |       |  |  |                     |  |  |                    |  |
|                         |   | Bertoldo IV d'Andechs     | Bertoldo I d'Istria      |  |  |       |  |  |                     |  |  |                    |  |
|                         |   | Bertoldo IV d'Andechs     | Edvige di Wittelsbach    |  |  |       |  |  |                     |  |  |                    |  |
| Gertrude di Merania     |   | Bertoldo IV d'Andechs     |                          |  |  |       |  |  |                     |  |  |                    |  |
|                         |   | Agnese di Rochlitz        | Dedi III di Lusazia      |  |  |       |  |  |                     |  |  |                    |  |
|                         |   | Agnese di Rochlitz        | Dedi III di Lusazia      |  |  |       |  |  |                     |  |  |                    |  |
|                         |   | Agnese di Rochlitz        | Matilde di Heinsberg     |  |  |       |  |  |                     |  |  |                    |  |
| Elisabetta d'Ungheria   |   | Agnese di Rochlitz        |                          |  |  |       |  |  |                     |  |  |                    |  |
|                         | … | …                         |                          |  |  |       |  |  |                     |  |  |                    |  |
|                         | … | …                         |                          |  |  |       |  |  |                     |  |  |                    |  |
|                         | … | …                         |                          |  |  |       |  |  |                     |  |  |                    |  |
| Teodoro I Lascaris      | … |                           |                          |  |  |       |  |  |                     |  |  |                    |  |
|                         |   | …                         | …                        |  |  |       |  |  |                     |  |  |                    |  |
|                         |   | …                         | …                        |  |  |       |  |  |                     |  |  |                    |  |
|                         |   | …                         | …                        |  |  |       |  |  |                     |  |  |                    |  |
| Maria Lascaris di Nicea |   | …                         |                          |  |  |       |  |  |                     |  |  |                    |  |
|                         |   | Alessio III Angelo        | Andronico Angelo         |  |  |       |  |  |                     |  |  |                    |  |
|                         |   | Alessio III Angelo        | Andronico Angelo         |  |  |       |  |  |                     |  |  |                    |  |
|                         |   | Alessio III Angelo        | Eufrosina Castamonitissa |  |  |       |  |  |                     |  |  |                    |  |
| Anna Comnena Angelina   |   | Alessio III Angelo        |                          |  |  |       |  |  |                     |  |  |                    |  |
|                         |   | Eufrosina Ducena Camatera | Andronico Camatero       |  |  |       |  |  |                     |  |  |                    |  |
|                         |   | Eufrosina Ducena Camatera | Andronico Camatero       |  |  |       |  |  |                     |  |  |                    |  |
|                         |   | Eufrosina Ducena Camatera | …                        |  |  |       |  |  |                     |  |  |                    |  |
|                         |   | Eufrosina Ducena Camatera |                          |  |  |       |  |  |                     |  |  |                    |  |